# Servas Open Doors
Pour les articles homonymes, voir Servas.
 (octobre 2009).
Si vous disposez d'ouvrages ou d'articles de référence ou si vous connaissez des sites web de qualité traitant du thème abordé ici, merci de compléter l'article en donnant les références utiles à sa vérifiabilité et en les liant à la section « Notes et références ».

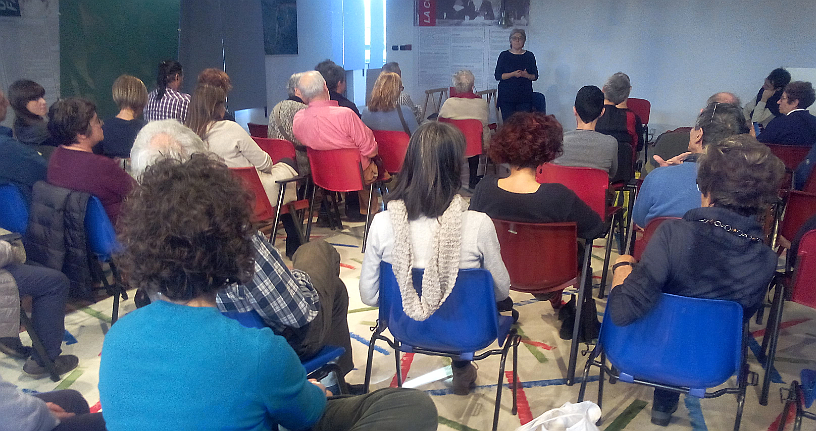
Rencontre local de membres à Collegno (Italie, 2016)

Servas International est une organisation non gouvernementale internationale. Fondée en 1949 par Bob Luitweiler comme mouvement de paix, Servas International est une organisation sans but lucratif contribuant à renforcer l'entente, la tolérance et la paix à travers le monde.

## Histoire
La principale fonction de Servas Open Doors (mélange d'espéranto et d'anglais qui signifie littéralement « les portes ouvertes servent ») est de permettre à ses membres de rencontrer lors de leurs voyages des habitants des pays visités, en étant hébergés chez eux. On compte plus de 20 000 Servas open doors dispersés à travers presque tous les pays du monde. À la différence d'autres réseaux d'hébergement, Servas opère une distinction claire entre voyageurs et hôtes : la réciprocité n'est pas impérative. Le coût pour les hôtes est minimal (frais d'adhésion), les voyageurs doivent quant à eux débourser un peu plus, afin de recevoir les listes d'adresses des hôtes inscrits dans les pays qu'ils visitent. Mais l'hébergement lui-même est toujours gratuit.
Servas International s'appuie sur des associations ou des réseaux nationaux. À titre d'exemple, Servas France existe sous la forme d'une association loi de 1901 depuis 1980, mais le réseau d'hôtes et de voyageurs français est né au cours des années 1950. En octobre 2009, Servas France comptait plus de 1 500 hôtes, dont environ 120 hôtes de jours. Les pays les plus représentés (plus de 1 000 hôtes) sont l'Italie, l'Allemagne, la France et les États-Unis.
Servas open doors fonctionne dans plus de 120 pays grâce à des volontaires, sous la forme d'un réseau d'hôtes Servas à travers le monde qui ouvrent volontairement leurs portes à des voyageurs à l'esprit ouvert qui veulent connaître le véritable cœur des pays qu'ils traversent. 
Pour pouvoir voyager avec Servas et être reçu par des hôtes du monde entier, il est nécessaire d'adhérer à l'association, à ses valeurs fondamentales (recherche de la paix, ouverture à l'autre, échange culturel). Les futurs adhérents sont interviewés par des membres plus expérimentés, notamment pour leur expliquer les règles et usages de fonctionnement de Servas. La durée normale de séjour est de deux jours chez un hôte Servas. 
Servas International a un statut consultatif en tant qu'ONG au Conseil économique et social des Nations unies.